# Satoshi Okura
Satoshi Okura (大倉 智 Okura Satoshi?), född 22 maj 1969 i Tokyo prefektur, är en japansk tidigare fotbollsspelare.
Okura började sin karriär 1992 i Hitachi (Kashiwa Reysol). 1996 flyttade han till Júbilo Iwata. Efter Júbilo Iwata spelade han för Brummell Sendai och Jacksonville Cyclones. Han avslutade karriären 1998.